# 布雷德利裝甲車族
布雷德利裝甲車族（英語：Bradley armored vehicle family）是美國陸軍的履帶式裝甲車族，由FMC公司開發，由贝宜系统平台与服务有限公司製造。布拉德利装甲车族以美國將軍奧馬爾·布雷德利的名字命名。
布拉德利戰車旨在運輸帶有裝甲保護的步兵或偵察兵，同時提供火力掩護以壓制敵方部隊和裝甲車輛。布雷德利裝甲車族的幾個變型包括M2步兵战车、M3骑兵战车、M2布拉德利可容納三名乘員一名車長、一名砲手和一名駕駛員以及六名裝備齊全的士兵。M3骑兵战车主要執行偵察任務，除了三名常規機組人員外，還可搭載兩名偵察兵，並可容納額外的BGM-71拖式飛彈。
2014年，美國陸軍選擇了貝宜系統的裝甲多用途車輛(AMPV)提案，即布雷德利裝甲車的無砲塔衍生型，用以取代超過2,800輛M113裝甲運兵車。大約2,907輛剩餘的布拉德利裝甲車將被改裝為美國陸軍的AMPV。

## 历史
1972年4月，美国陆军认为当时现役的M113装甲运兵车已经不适合战斗中的要求，推出了新的步兵战车发展计划，该计划得到了克莱斯勒集团、FMC公司（后来被联合国防工业并购）和太平洋汽车和铸造公司的竞争，FMC公司赢得了竞标。
1975年夏天，FMC集团生产出了生产出XM-732步兵战车。XM-732步兵战车后来按照美国军方的意见进行修改，1980年被命名为M2布拉德利步兵战车，1981年正式量产并进入美国陆军服役。

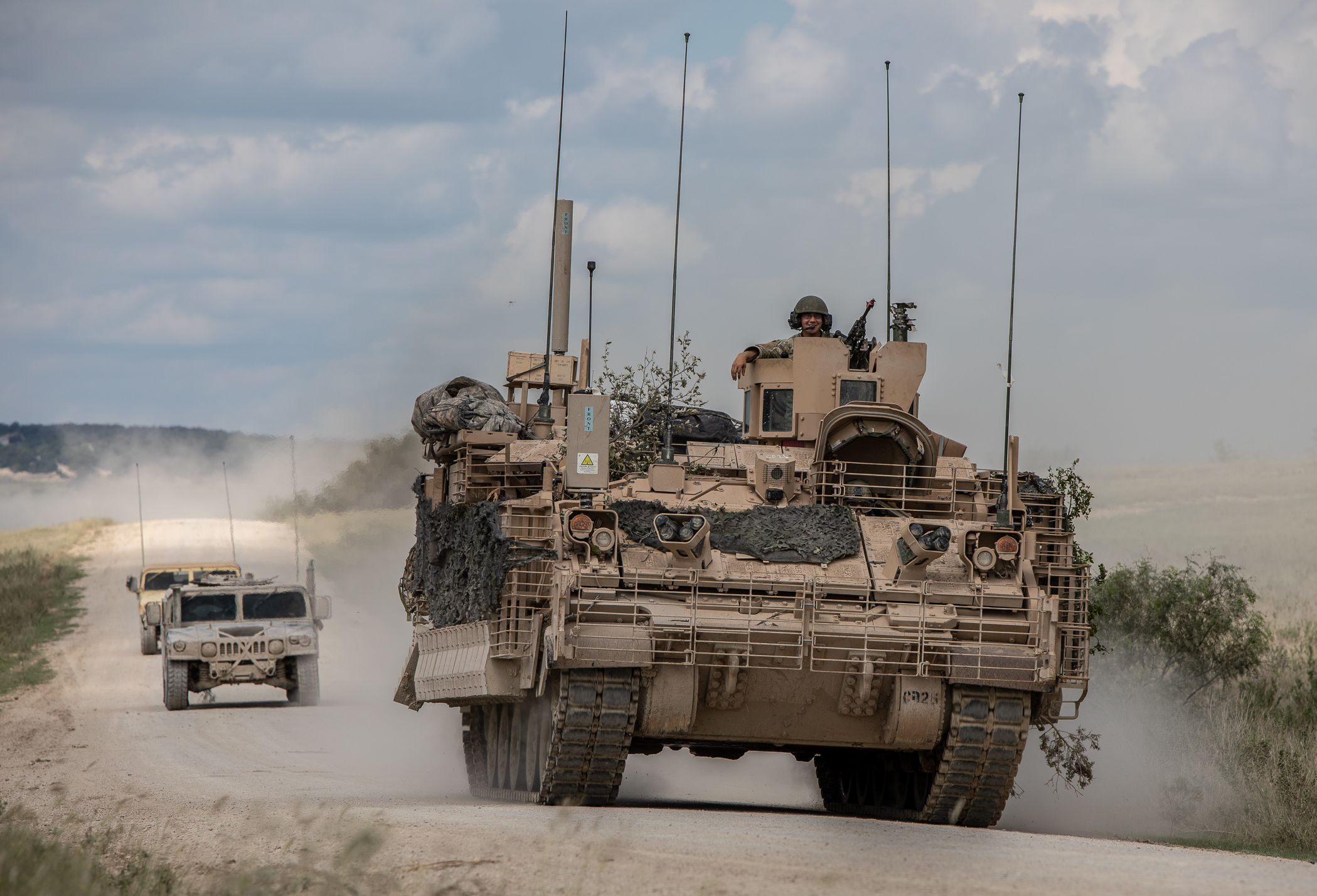
陸軍於2018年測試

2014年，美國陸軍为了替代掉现役的2,800多輛M113装甲运兵车，選擇了贝宜系统平台与服务有限公司开发的AMPV（裝甲多用途車輛），大約2,907輛布拉德利車將被改裝為美國陸軍的AMPV。AMPV包括M1283装甲运兵车、M1284医疗后送车、M1285医疗车、M1286指挥车、M1287迫击炮车。
AMPV方案是利用無砲塔布拉德利底盤去改装，这能提供更大的貨物空間，还增加了裝甲、升級了引擎和電氣系統。為了增強保護，用V 形底部取代了平底。AMPV 具有多個模組化屋頂部分以適應每種角色。為了提高燃油效率，贝宜系统平台与服务有限公司考慮使用混合動力電動驅動器，類似於他們的地面戰車。有人建議可以將多餘的布拉德利改裝成這個版本。
贝宜系统平台与服务有限公司表示，他們每天有能力建造多達8辆AMPV，與生產高峰期的M2布拉德利步兵战车相同，因為這兩種車輛共享相同的生產線和供應基地。 40天內可以將原先的布拉德利步兵战车改裝成迫擊砲運輸車。 車底爆炸測試顯示 Bradley 平台可以滿足AMPV生存能力要求。 BAE 預計他們提交的 AMPV 具有與 M113 類似的運營成本，並且比 M2 Bradley 的成本更低，因為該平台最昂貴的組件與省略的砲塔有關。為了更好地適應現代電子設備，無砲塔布拉德利的內部空間比 M113 多出 78%，並配備兩個 400 安培發電機。
BAE Systems 於2016年12月15日推出了第一輛AMPV原型車。截至2016年，美国政府给予的資金能每年生產160輛車，足以部署一個半旅。
美国陆军第3步兵師第1旅级戰鬥隊是第一个裝備了AMPV的部隊 ，于2023年3月装备。

## 設計
布雷德利装甲車族的開發主要是為了應对蘇聯的BMP步兵戰車系列，它的設計初衷是既可以充當裝甲運兵車，又可以充當坦克殺手。上级给与布拉德利装甲车族的一項設計要求是它的速度應與M1艾布蘭主力戰車主戰坦克一樣快，以便車輛能夠保持隊形。

### 武器裝備

#### 主要武器

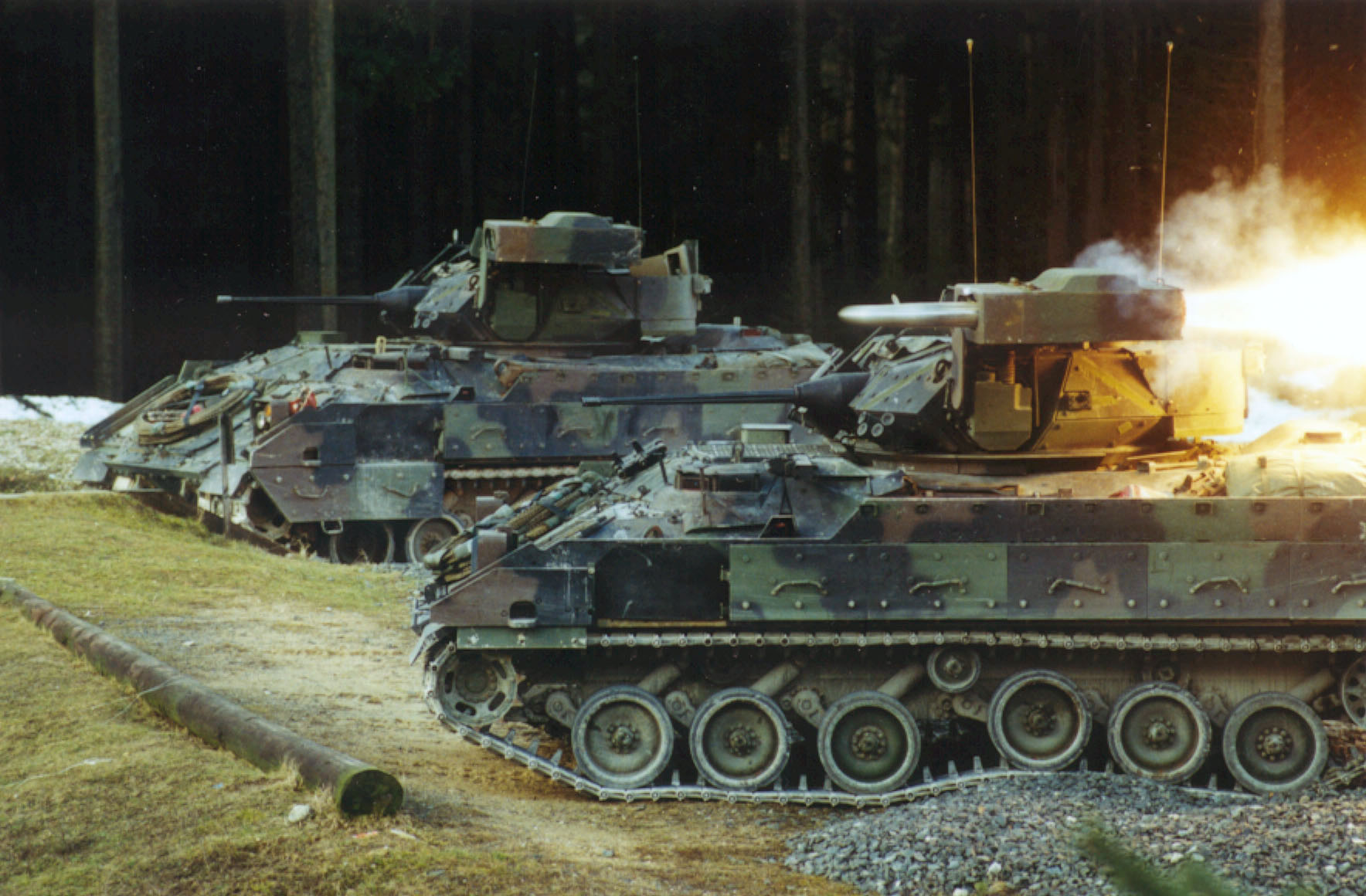
布雷德利戰車發射陶式飛彈

布拉德利装甲车族的步兵战车版本（M2步兵战车、M3骑兵战车）配備了25毫米M242巨蝮式鏈炮作為其主要武器。M242是一把單管鏈炮，具有整合式雙供彈機構和遠端供彈選擇功能。該火砲在兩個備用彈藥箱中可攜帶 300 發彈藥（其中一個 70 發，另一個 230 發），M2步兵戰車可額外儲存 600 發彈藥，M3騎兵戰車可額外儲存 1,200 發彈藥。 兩個現成的盒子允許可選擇的彈藥組合，例如 M791 APDS-T（穿甲脫殼彈（帶曳光彈））和 M792 HEI-T（高爆炸燃燒彈（帶曳光彈））。 APDS-T鎢彈在沙漠風暴中被證明是有效的，能夠擊毀許多伊拉克車輛，包括幾輛T-55坦克。

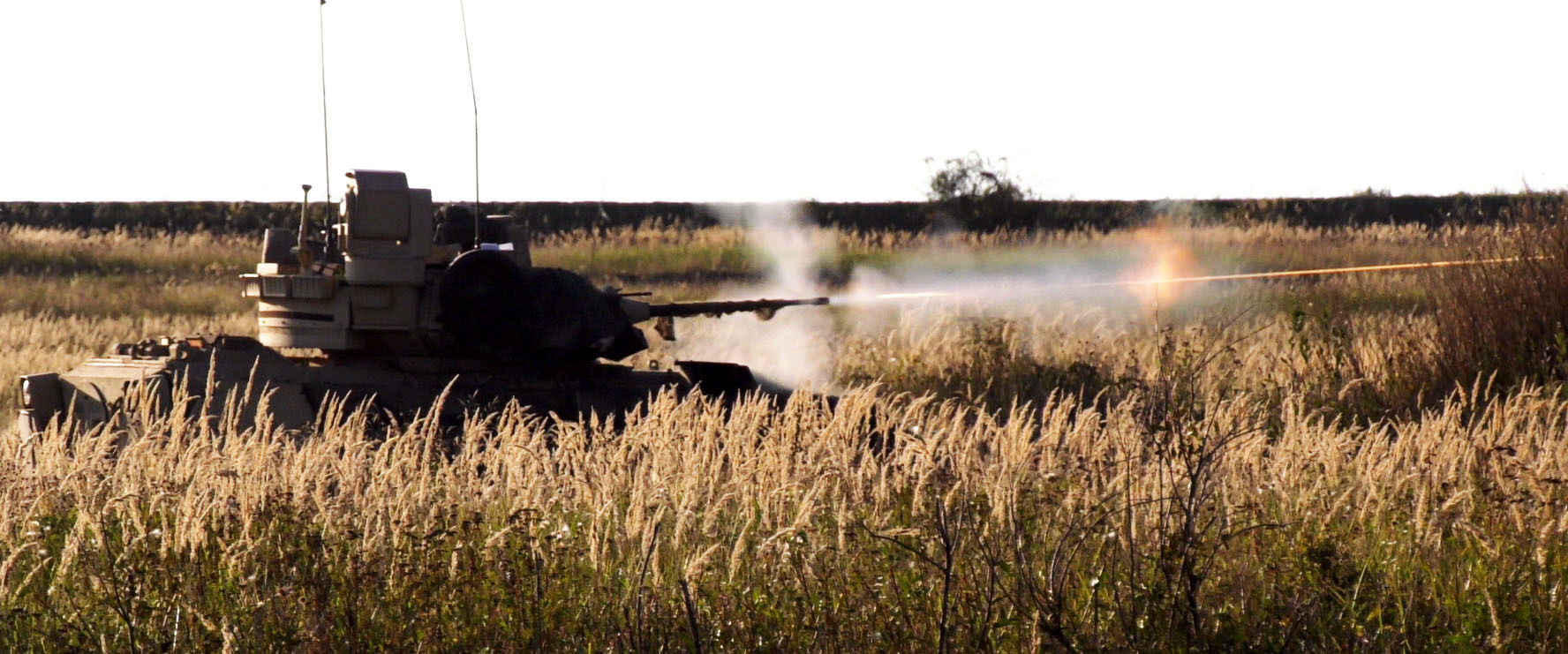
M2步兵战车使用 M242 25 毫米（1 英吋）鏈炮

隨後的彈藥發展產生了M919 APFSDS-T（帶有曳光彈的尾翼穩定脫殼穿甲彈）彈藥，包含尾翼貧鈾穿甲彈，其概念類似現代坦克所使用的穿甲彈藥。 M919在2003年的伊拉克自由行動 入侵階段的戰鬥中使用。
布拉德利装甲车族的装甲运兵车版本（M1283装甲运兵车）的主武器是一挺机枪。

#### 次要武器
布拉德利装甲车族的步兵战车版本（M2步兵战车、M3骑兵战车）装备的是M240C中型機槍，它與M242同軸安裝，裝有2,200發7.62x51毫米彈藥。為了攻擊較重的目標，例如以反坦克方式行動，M2步兵战车、M3骑兵战车攜帶TOW飛彈系統。 從 M2A1 型號開始，它被修改為發射TOW II飛彈。 M2布雷德利步兵戰車擁有用於M231射孔槍 (FPW)的發射口，為乘員提供了一種從車內射擊的方式，並取代了基於M113的裝甲車上的頂部砲手騎兵突擊車，儘管M231很少使用。
布拉德利装甲车族的步兵战车版本（M2步兵战车、M3骑兵战车）最初的變體有六個端口，但側端口鍍有A2和A3變體上的裝甲配置，在裝載坡道上只留下兩個後向安裝座。M3 CFV的任何版本都沒有配備發射口武器。早期版本安裝了所有六個發射口支架並進行了電鍍。較新的版本保留了兩個坡道安裝的發射口，但經過了電鍍。

### 對策
布拉德利装甲车族的鋁製裝甲的使用和車內大量彈藥的儲存最初引起了人們對其戰鬥生存能力的質疑。增加了間隔層壓帶和高硬度鋼裙，以改善後續版本的側面保護，同時總重量增加到33噸。
布拉德利装甲车族的所有版本都在砲塔前方配備了兩個四管煙霧彈 發射器，用於形成防禦煙幕，也可以裝載箔條和照明彈。

### 城市生存工具包
布拉德利装甲车族的的城市生存套件 (BUSK) 是類似M1 艾布拉姆斯 TUSK套件的升級版。它降低了布拉德利装甲车族在城市環境中的脆弱性。該套件包括一個更強大的聚光燈、一個防止光學器件被刮傷的金屬絲網保護器、以及可以推開掉落的電線（電源線保護）的不導電的拱形尼龍條（電源線保護），底部有額外的裝甲，以及一個砲塔外車長的防彈透明防護罩。 它包括感測器和一個軟體包，可以快速檢測組件何時磨損，還包括模擬軟體，可以讓砲手進行更真實的訓練。
BUSK 套件使車輛重量增加了3噸。因此，計劃進行重大升級。其他升級包括更強大的 800 匹馬力引擎、更大的主砲、更輕的裝甲、改進的感測器和攝影機（可提供 360° 外部視野）以及改進的滅火器系統。該系統原定於 2012 年投入使用，但布拉德利變得太重，該套件無法使其具有足夠的生存能力。 布拉德利現在可以使用更新的 BUSK III 套件，其中包含防爆燃料電池、防爆駕駛座椅、砲塔生存系統和緊急坡道釋放裝置。該套件最近安裝在韓國的236 輛M2A3布拉德利步兵战车上，並計劃接下來添加到第 4 步兵師的布拉德利步兵战车上。
截至 2023 年 7 月下旬，烏克蘭装备的M2步兵战车已配備 BUSK 升級裝甲和布拉德利反應式裝載甲板。

### 渡水性

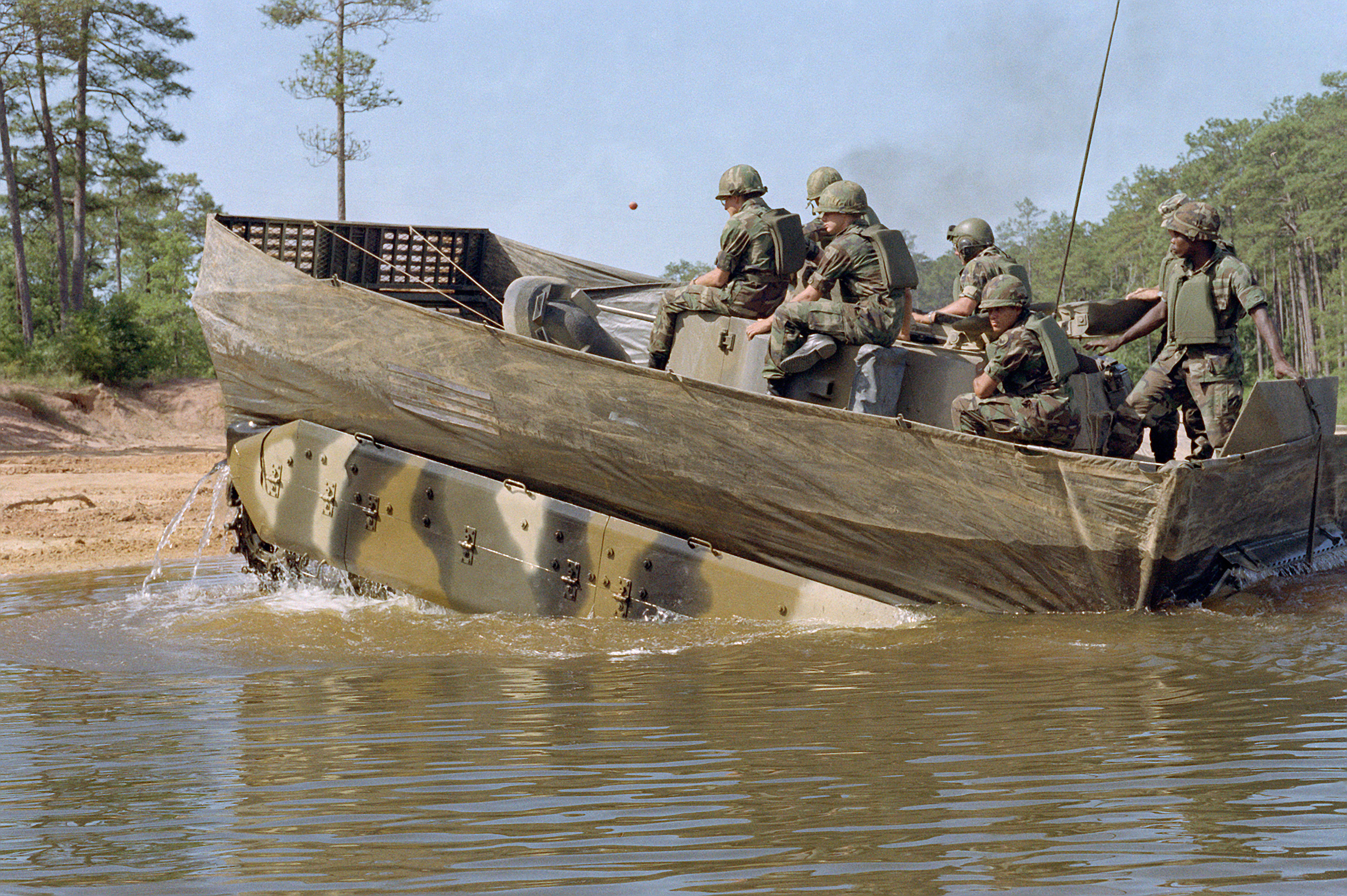
浮簾，現已停產

布拉德利装甲车族在越野開放地形中具有很強的能力，符合與M1艾布拉姆斯主戰坦克並駕齊驅的主要設計目標之一。布拉德利装甲车族最初設計為透過在車輛周圍部署漂浮簾來實現漂浮，使其能夠以 4.5英里/小時（7.2 公里/小時）的速度「游泳」。後來的裝甲升級令该车失去了這種能力。

## 衍生型

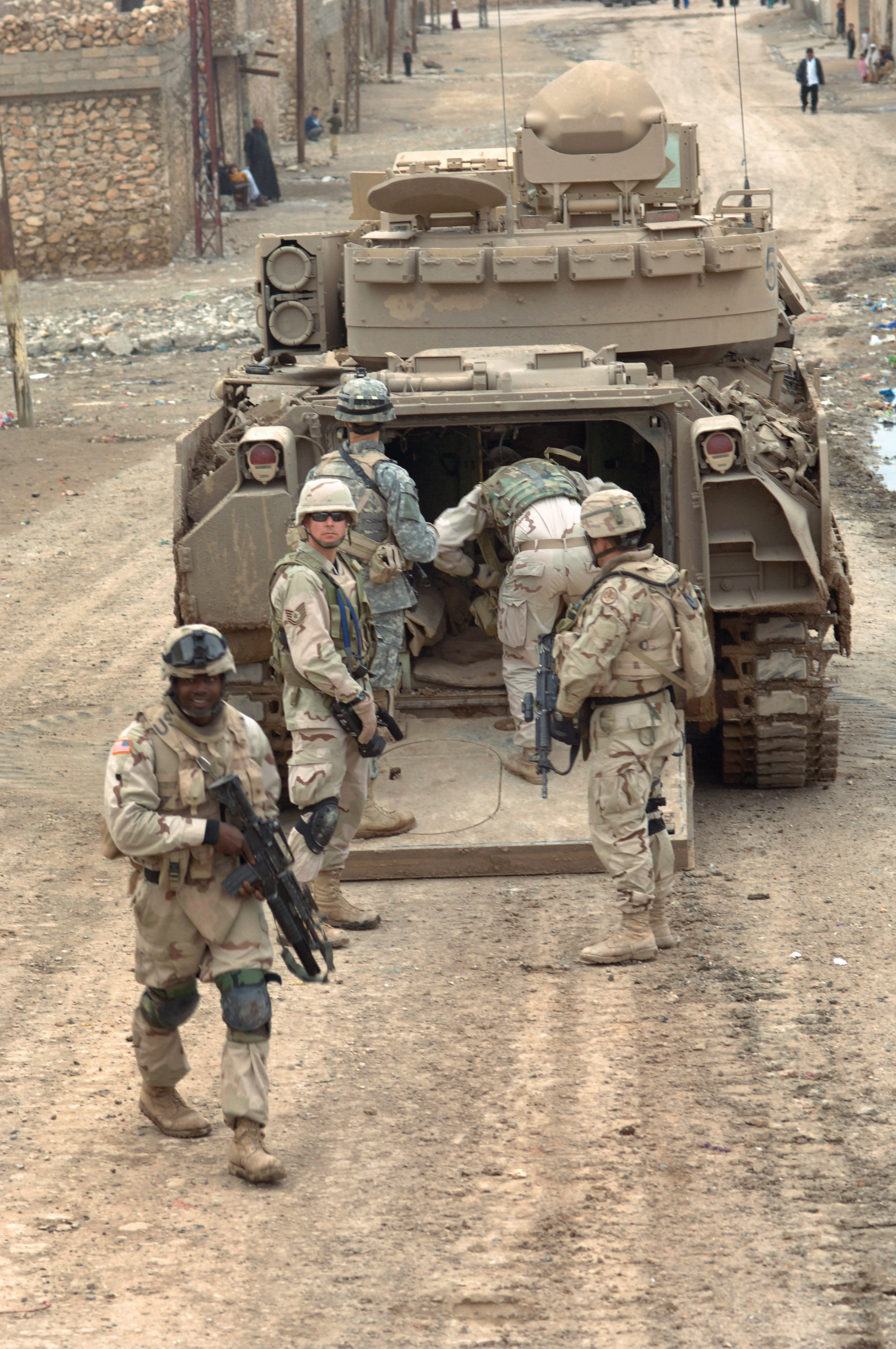
在伊拉克，第3裝甲騎兵團的士兵正在裝載M2布拉德利車的後部

### 步兵战车

#### M2步兵战车
M2布雷德利步兵戰車 (IFV) 包括五個變型：M2、M2A1、M2A2、M2A2 ODS（沙漠風暴行動改進）和 M2A3。他們的主要任務是為一個步兵班（最多六名乘客）提供安全運輸至關鍵地點。除了運載機械化步兵與敵人近距離接觸外，M2 還可以為下車的步兵提供監視火力。它擁有足夠的裝甲，可以防禦輕武器火力和火砲，並能夠使用陶式飛彈對抗戰場上的任何車輛。
M2步兵戰車有6個外部發射口，僅適用於 M2 和 M2A1 版本上的班用 M231 發射口武器。M2A2-A3 版本的車輛側面有四個連接埠被拆除，坡道上只剩下兩個連接埠。這些連接埠允許乘客在布拉德利車輛的保護範圍內與敵人交戰。這些發射口幾乎總是被額外的裝甲套件覆蓋，而具有這些發射口的布拉德利坦克很少見。在實務上正確使用 M231 FPW 的情況很少見。
M2布雷德利單位成本為111萬美元（以 1993 財年不變美元計算） 2016年為184萬美元（經通貨膨脹調整）。

#### M3骑兵战车
M3布雷德利騎兵戰車(CFV)與M2布拉德利幾乎相同，但它配備為騎兵/偵察車。它的有效載荷艙內不是容納六名步兵，而是設計用於容納兩名偵察兵並容納額外的無線電和彈藥。M2 布拉德利 IFV 缺少六個外部發射口。

### 装甲运兵车

#### M4指揮控制車（C2V）
C2V基於M993M270多管火箭系統(MLRS)運載底盤，旨在提供自動化戰術指揮所和作戰中心。它旨在取代基於M113的 M577A2 指揮所航空母艦。[55] 1999年底大規模生產取消。最後為美國陸軍生產了約25輛車輛。

#### 布拉德利刺針戰車 (BSFV)
BSFV 專為運輸和支援刺針便携式防空导弹團隊而設計。BSFV 的 MANPADS-Under-Armor (MUA)拆卸式刺針團隊概念使操作員暴露在外，因此它被 M6 後衛取代，後者保留了拆卸式刺針飛彈能力。

#### M6後衛

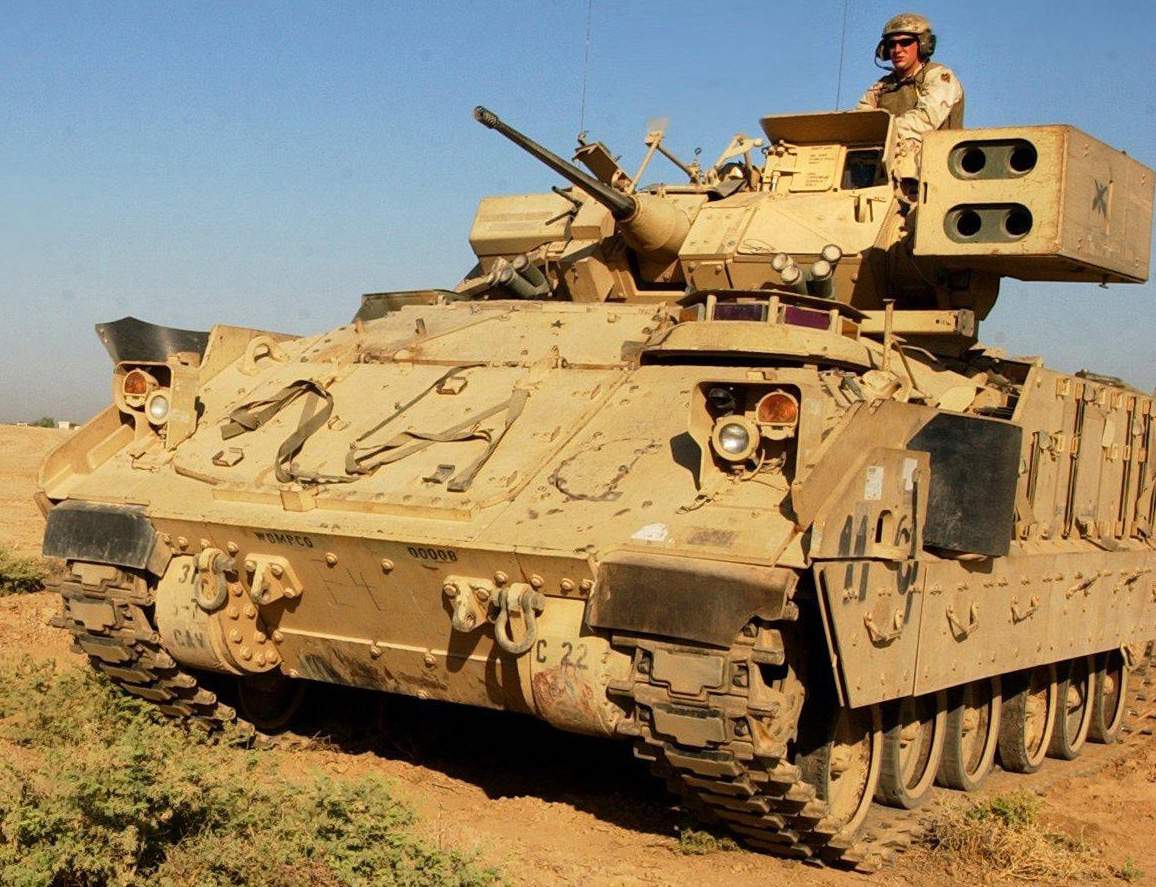
2005年10月，巴拉德_(伊拉克)附近高速公路上的一輛 -M6後衛

這些車輛是防空變型，是經過改裝的 M2A2 ODS，其中陶式飛彈系統被四管刺針飛彈系統取代。從 2005 年到 2006 年，M6 後衛隊拆除了刺針飛彈系統，並改裝為標準的 M2 布拉德利 ODS 步兵戰車。到 2017 年，隨著敵對空中威脅的重新出現，美國陸軍正在探索重新引入防空布拉德利戰車。
2017年10月，BAE展示了布拉德利後衛的更新版本，稱為 M-SHORAD（移動短程防空），配備安裝在砲塔周圍的 pMHR（便攜式多任務半球雷達）搜索雷達、火控雷達，以及砲塔頂部的干擾器，以非動力方式擊敗無人機（UAV）。主砲被替換為帶有空爆彈的XM914 30 毫米自動加農炮，以及可以容納各種導彈的導彈發射器，包括“毒刺”、AIM-9X“響尾蛇”或其他導彈。
美國陸軍選擇在Stryker 的基礎上製造 M-SHORAD 車輛，而不是 Bradley。儘管履帶式布拉德利在鬆軟地面上具有更好的機動性，但輪式史賽克具有足夠的機動性來執行戰術防空，同時還具有更大的重量、空間和電力容量來進行升級。

#### M7布拉德利火力支援車
B-FiST 取代了美國陸軍現有的裝甲 FiST 車輛 (FiST-V) 平台M981 FISTV 。TOW /UA套件被目標定位設備所取代，並與布拉德利 ISU 瞄準裝置整合。它攜帶供徒步觀察員使用的設備。混合GPS /慣性/航位推算導航系統可靠地提供車輛位置作為參考點。

#### 布拉德利工兵小隊車輛
布拉德利ESV(Bradley Engineer Squad Vehicle)使工兵資產能夠在進行工兵和工兵作戰時與主力保持動力。ESV配備了標準的作戰工程設備，並且可以使用獨特的任務設備包來消除障礙物。

#### 布拉德利戰鬥指揮車
布拉德利BCV(Bradley Battle Command Vehicle)允許旅指揮官在戰場上遠離指揮所的地方移動。BCV整合了增強的指揮和控制通訊套件，以維持與機動部隊和戰術作戰中心的數位介面。

#### M1284医疗后送车
美国计划用M1284医疗后送车取代M113 AMEV。要求配备3名机组人员，可搭载6名伤员、4名担架伤员或3名伤员和2名担架伤员。车辆必须配备医疗设备和环境冷却设施，要求能把伤员撤离到救援站，计划生产790辆车。

#### M1285医疗车
美国用M1285医疗车取代M577A3医疗车，要求配备4名机组人员和1名担架伤员，同时配备医疗设备和环境冷却设施，要求其可以作为前置救治站、主要救治站和营救救治站使用。

#### M1286指挥车
美国用M1286指挥车取代M1068A3指挥车，要求该车配备2名机组人员、2名操作人员和1座机组武器安装架，任务是作为指挥所使用。

#### M1287迫击炮车
美国用M1287迫击炮车取代M1064A3迫击炮车，要求该车配备2名机组人员和2名迫击炮组人员，装备120毫米迫击炮和69发迫击炮弹药。任务是提供间接迫击炮火力支援，计划生产386辆。

#### 戰鬥指揮車
該車輛在視覺上與其原型的 M2 Bradley 相似。一些彈藥空間被取消，以便容納戰鬥指揮官的通訊設備和工作站。United Defense LP將兩輛 M2 Bradley 改裝成這種配置，陸軍於 1997 年在胡德堡進行了測試。

#### M993/M270多管火箭系統運載車
M270 多管火箭炮由兩個主要部分組成，一個是與 M993 運載車輛配合的 M269 發射器裝載模組。 M993運載車輛部分是改良的BFV底盤。

#### 黑騎士无人装甲车
BAE正在開發的「黑騎士」原型無人地面作戰車輛類似於坦克，廣泛使用布拉德利作戰系統計畫的組件，以降低成本並簡化維護。它的設計目的是在騎乘時從 BFV 指揮官站進行遠端操作，也可由健行步兵控制。

#### 裝甲多用途車(AMPV)
美國陸軍於2018年測試BAE裝甲多用途車
對於美國陸軍取代M113的裝甲多用途車輛(AMPV)計劃，BAE提供了布雷德利的衍伸型。AMPV提交的是無砲塔布拉德利底盤，但美國陸軍的要求傾向於提供更大的貨物空間、增加的裝甲、升級的引擎和電氣系統。為了增強保護，陸軍需要用V形底盤取代平底。這些變化創造了一種全新的底盤設計，該設計基於布雷德利並與布雷德利共享通用組件，但又是一款截然不同的新車。AMPV具有多個模組化屋頂部分以適應每種角色。為了提高燃油效率，BAE已考慮使用混合動力車輛驅動裝置，類似於他們的地面戰車。有人建議可以將多餘的布拉德利改裝成這個版本。
BAE表示，他們每天有能力建造多達8個AMPV平台，與生產高峰期的布拉德利相同，因為這兩種車輛共享相同的生產線和供應基地。 40天內可將原先的布拉德利改裝成迫擊砲運輸車。車底爆炸測試顯示布拉德利平台可以滿足AMPV生存能力要求。 BAE預計他們提交的AMPV 具有與M113類似的運營成本，並且比M2布雷德利的成本更低，因為該平台最昂貴的組件與省略的砲塔有關。為了更好地適應現代電子設備，無砲塔布拉德利的內部空間比M113多出78%，並配有兩個400安培發電機。
BAE公司於2016年12月15日推出了第一輛AMPV原型車。第1裝甲旅戰鬥隊，隸屬第3步兵師，於2023年3月成為首個配備AMPV的單位。2023年9月，已頒發全速生產合約。

## 使用者概覽

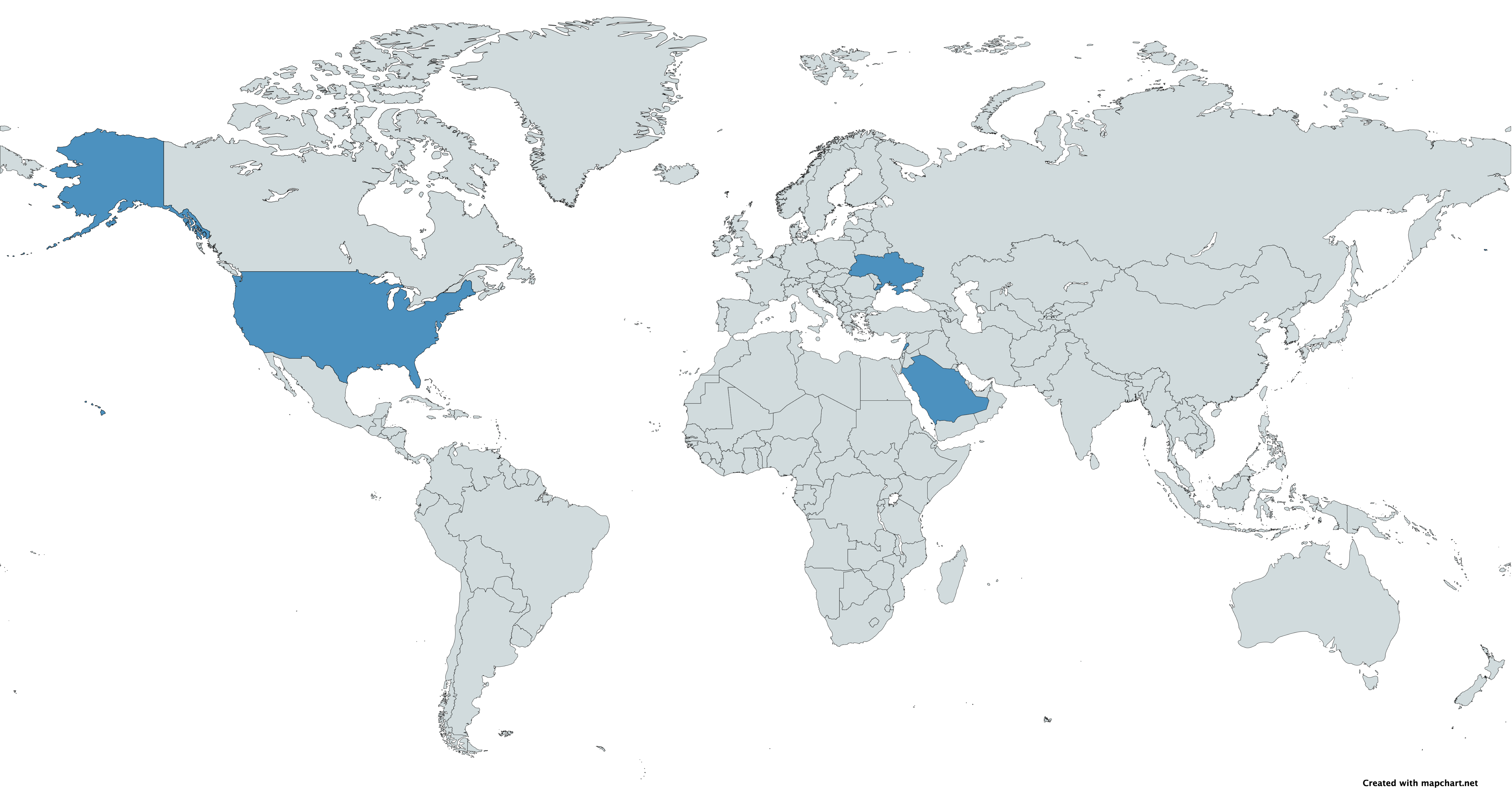
布雷德利戰車的現役使用國

- 黎巴嫩: 32輛 M2A2[47]
- 沙烏地阿拉伯: 400輛 [16]
- 乌克兰: 186輛M2A2 ODS和4輛M7 BFIST [48][49][50]
- 美国:大約4,500輛M2和M3衍生型，加上大約 2,000輛封存[51]

### 潛在使用國
- : 89輛[52][53][54][55]
- 希腊[56]

### 引用
1. ↑  Cooke, Gary W. .   [2011-03-03]. （原始内容存档于2011-03-20）.
2. ↑  . Military Suppliers and News.   [2011-03-03]. （原始内容存档于2010-09-22）.
3. 1 2  McLeary, Paul. . Army Times. 23 December 2014  [3 February 2022]. （原始内容存档于2023-03-25）.
4. ↑  .   [2013-11-13]. （原始内容存档于2020-04-14）.
5. ↑  "Turretless Bradley vs Tracked Stryker" 的存檔，存档日期2012-11-17.. Defense.AOL.com, 2 November 2012.
6. ↑  "Vendors Pour Funding Into Armored Vehicle Development" 的存檔，存档日期2015-09-04.. Nationaldefensemagazine.com, January 2013. Retrieved: December 17, 2012.
7. ↑  Army envisions AMPV production spike for emergency contingencies 的存檔，存档日期2013-10-26. - Janes.com, 22 October 2013
8. ↑  Industry to Army: The Vehicles You Own Can Perform Future Missions 的存檔，存档日期2016-02-07. - Nationaldefensemagazine.org, 24 October 2013
9. ↑  Uparmored Bradley Could Be Tough Enough For AMPV: Testers 的存檔，存档日期2014-03-12. - Breakingdefense.com, 29 January 2014
10. ↑  BAE Submits Bradley-based Armored Multi-Purpose Vehicle (AMPV) Proposal 的存檔，存档日期2014-07-14. - Defensemedianetwork.com, 5 June 2014
11. ↑  US Army Leaders Make Case for AMPV Decision Archive.today的存檔，存档日期2015-04-06 - Armytimes.com, 31 March 2015
12. ↑  "BAE Systems Presents First AMPV Prototype to US Army". Defensenews.com, 15 December 2016
13. ↑  Army delivers newest combat vehicle （页面存档备份，存于）. Army.mil. 14 March 2023.
14. ↑  First unit gets new Armored Multi-Purpose Vehicles replacing old M113s Archive.today的存檔，存档日期2023-03-15. Defense News. 14 March 2023.
15. ↑  BAE Systems, Army ink $797 million AMPV production deal （页面存档备份，存于）. Breaking Defense. 1 September 2023.
16. 1 2  Bradley M2 / M3 Tracked Armoured Fighting Vehicles, USA. 的存檔，存档日期2008-06-01. Army-Technology.com. Retrieved on August 1, 2008.
17. ↑  . army-technology.com. 3 December 2010  [22 September 2017]. （原始内容存档于22 September 2017）.
18. 1 2  A Quiet Farewell For the M-2 Bradley 的存檔，存档日期2012-07-07. - Strategypage.com, March 5, 2012
19. ↑  BUSK III 的存檔，存档日期2013-10-16. - Army Recognition.com, July 10, 2012
20. ↑  Ukrainian Bradley Fighting Vehicles Seen With Explosive Reactive Armor （页面存档备份，存于） STETSON PAYNE 2023-07-22 thedrive.com, July 23, 2023
21. ↑  Hunnicutt 2015.
22. 1 2  Pike, John. . GlobalSecurity.org. 2005-06-24  [2010-07-25]. （原始内容存档于2010-02-16）.
23. ↑  .   [12 June 2016]. （原始内容存档于29 March 2016）.
24. ↑  . articles.janes.com. （原始内容存档于May 3, 2012）.
25. ↑  M6 Bradley Linebacker 的存檔，存档日期2015-12-22. - Fas.org
26. ↑  Bradley Linebacker 的存檔，存档日期2013-09-01. – Army-Technology.com
27. ↑  Laser In Front, Grunts In Back: Boeing Offers Anti-Aircraft Vehicles 的存檔，存档日期2017-08-08. - Breakingdefense.com, 2 August 2017
28. ↑  BAE Turns Bradley Into MiG-Killer 的存檔，存档日期2017-10-22. - Breakingdefense.com, 10 October 2017
29. ↑  Everything's coming up SHORAD - Defensenews.com, 18 October 2017
30. ↑  BAE Systems presents Bradley M-SHORAD air defense AUSA 2017 的存檔，存档日期2017-11-07. - Armyrecognition.com, 30 October 2017
31. ↑  Army Accelerates Air & Missile Defense Five Years: MSHORAD, MML, Lasers 的存檔，存档日期2018-04-02.. Breaking Defense. 29 March 2018.
32. 1 2  BAE Systems - Bradley Combat Systems Electronic Press Kit 的存檔，存档日期2013-05-24.
33. ↑  Foss, Christopher F. (编). .  23rd. Surrey: Janes Information Group. 2002: 610. ISBN 0-7106-2425-5.
34. ↑  . （原始内容存档于December 22, 2015）.
35. ↑  . globalsecurity.org. （原始内容存档于October 5, 2013）.
36. ↑  Freedberg Jr, Sydney J.; Clark, Colin. . Defense.AOL.com. 2 November 2012. （原始内容存档于17 November 2012）.
37. ↑  Parsons, Dan. . National Defense Magazine. January 2013. （原始内容存档于4 September 2015）.
38. ↑  Wasserbly, Daniel. . Janes.com. 22 October 2013. （原始内容存档于26 October 2013）.
39. ↑  Parsons, Dan. . National Defense Magazine. 24 October 2013. （原始内容存档于7 February 2016）.
40. ↑  Freedberg Jr, Sydney J. . Breaking Defense. 29 January 2014. （原始内容存档于12 March 2014）.
41. ↑  Gourley, Scott R. . Defense Media Network. 5 June 2014. （原始内容存档于14 July 2014）.
42. ↑  US Army Leaders Make Case for AMPV Decision Archive.today的存檔，存档日期2015-04-06 - Armytimes.com, 31 March 2015
43. ↑  Judson, Jen. . Defense News. 15 December 2016.
44. ↑  Army delivers newest combat vehicle （页面存档备份，存于）. Army.mil. 14 March 2023.
45. ↑  Judson, Jen. . Defense News. 14 March 2023  [2023-09-29]. （原始内容存档于2023-03-15）.
46. ↑  Roque, Ashley. . Breaking Defense. 1 September 2023  [2023-09-29]. （原始内容存档于2023-09-20）.
47. ↑  . U.S. Embassy in Lebanon. 14 August 2017  [15 August 2018]. （原始内容存档于August 16, 2017）. We are here at the Port of Beirut to mark the delivery of eight M2A2 Bradley Fighting Vehicles. These are the very first of a total shipment of 32 Bradleys that will be delivered in the coming months.
48. ↑  . Reuters. 20 January 2023  [24 January 2023]. （原始内容存档于2023-05-22）.
49. ↑  . www.defense.gov (新闻稿). United States Department of Defense. 6 January 2023  [6 January 2023]. （原始内容存档于2023-01-06）.
50. ↑  . www.defense.gov (新闻稿). United States Department of Defense. 19 January 2023  [19 January 2023]. （原始内容存档于2023-08-19）.
51. ↑  Joseph Trevithick. . thedrive.com. Recurrent Ventures. 3 February 2020  [29 December 2022]. （原始内容存档于2023-06-03）.
52. ↑  Žabec, Krešimir.  [The Government Restarted The Acquisition Process of New Fighter Jets]. Jutarnji List. 2019-05-18  [2019-11-04]. （原始内容存档于2020-02-15）.
53. ↑  . novac.jutarnji.hr. 30 October 2019  [2019-11-04]. （原始内容存档于2020-01-30）.
54. ↑   (PDF). 2020-04-11  [2023-09-29]. （原始内容存档 (PDF)于2022-09-26）.
55. ↑  . 2022-01-26  [2023-09-29]. （原始内容存档于2023-07-18）.
56. ↑  .   [2017-07-03]. （原始内容存档于2017-07-03）.

## 引用來源
- Haworth, W. Blair. . Westport, Conn.: Greenwood Press. 1999. ISBN 0-313-30974-4.
- Hunnicutt, Richard Pearce. . Battleboro, VT: Echo Point Books & Media. 15 September 2015 [1999]. ISBN 978-1-62654-153-5.
- Zaloga, Steven J. . London: Reed International Books. 1995. ISBN 1-85532-538-1.

## 進一步閱讀
- Halberstadt, Hans. . Europa Militaria No. 30. Marlborough, Wiltshire, UK: The Crowood Press. 2001. ISBN 1-86126-425-9.

## 外部連結
- U.S. Army fact file on M2/M3 Bradley Fighting Vehicle （页面存档备份，存于）
- Bradley Fighting Vehicle Systems Upgrade to A3